# 会話

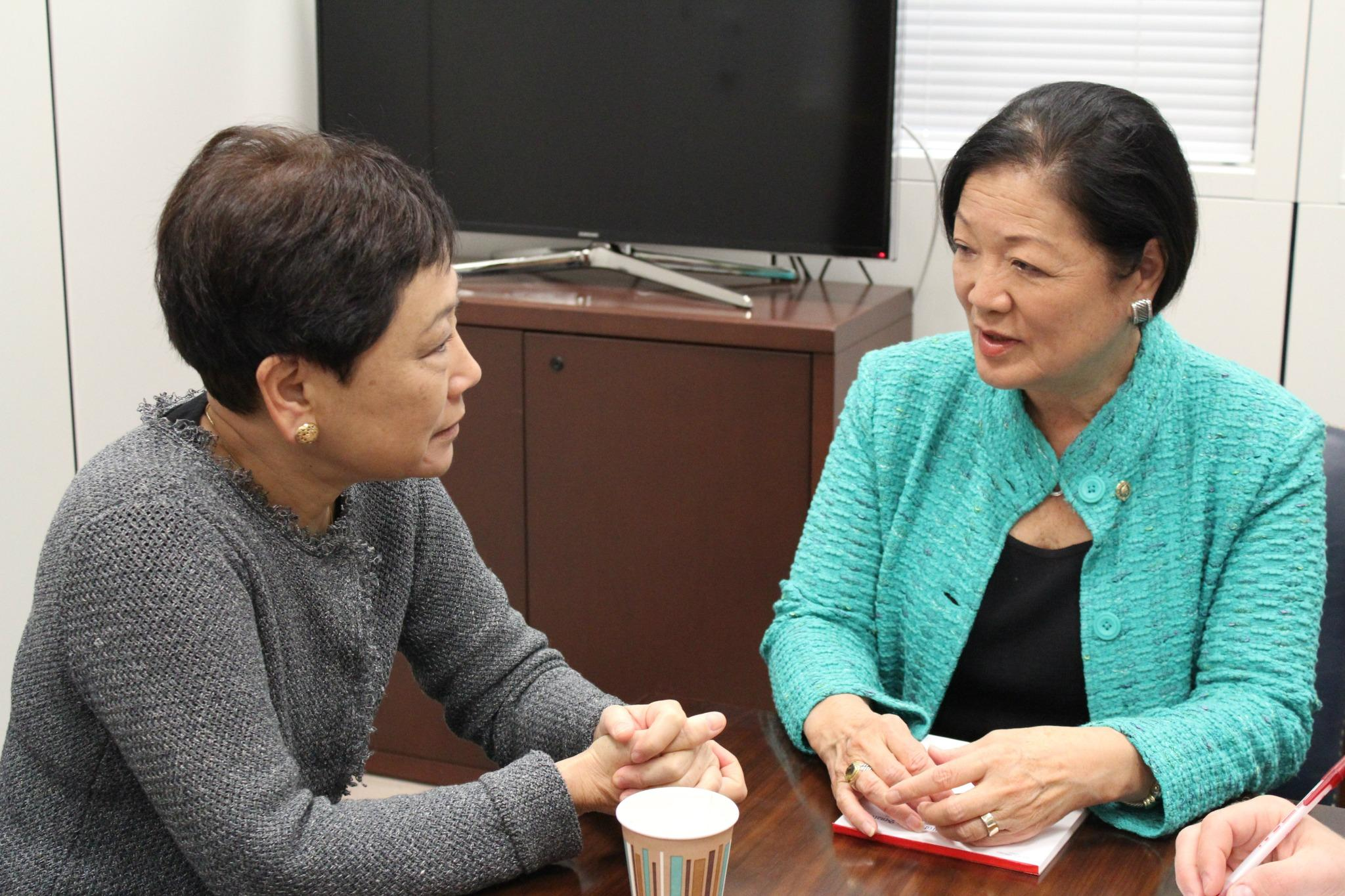
女性2人の会話

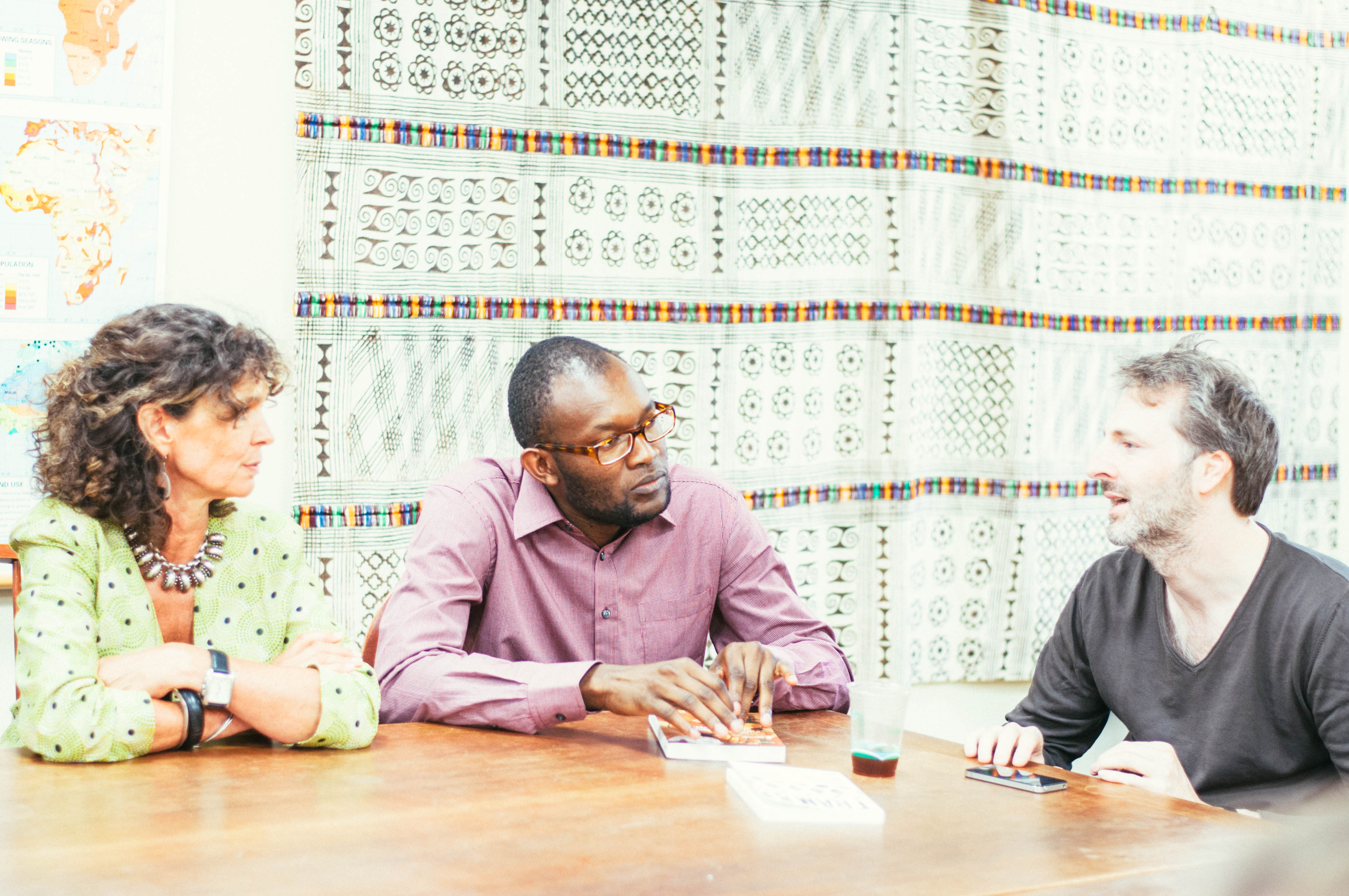
文化的催しでの3人の会話

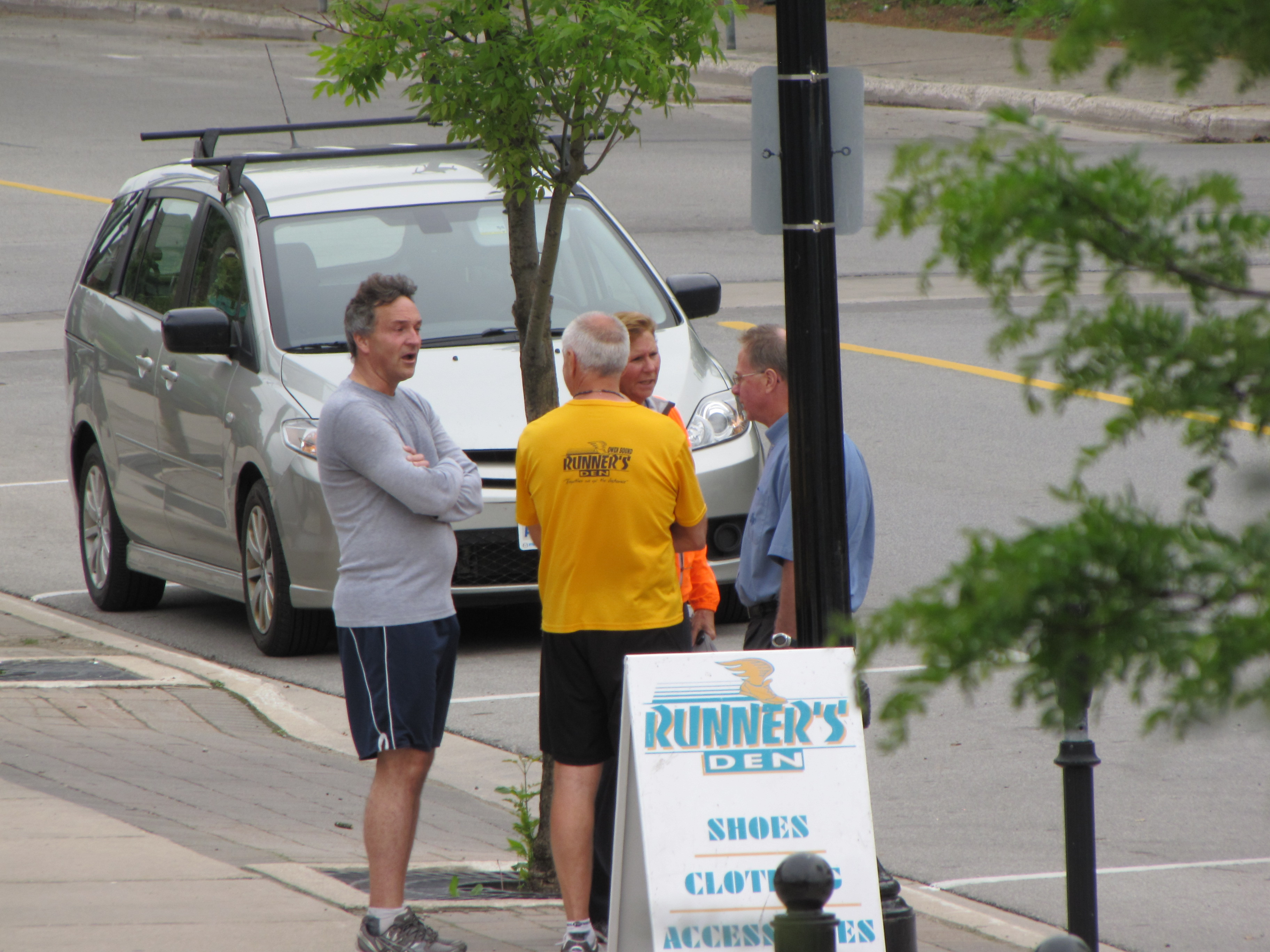
路肩での男性たちの会話

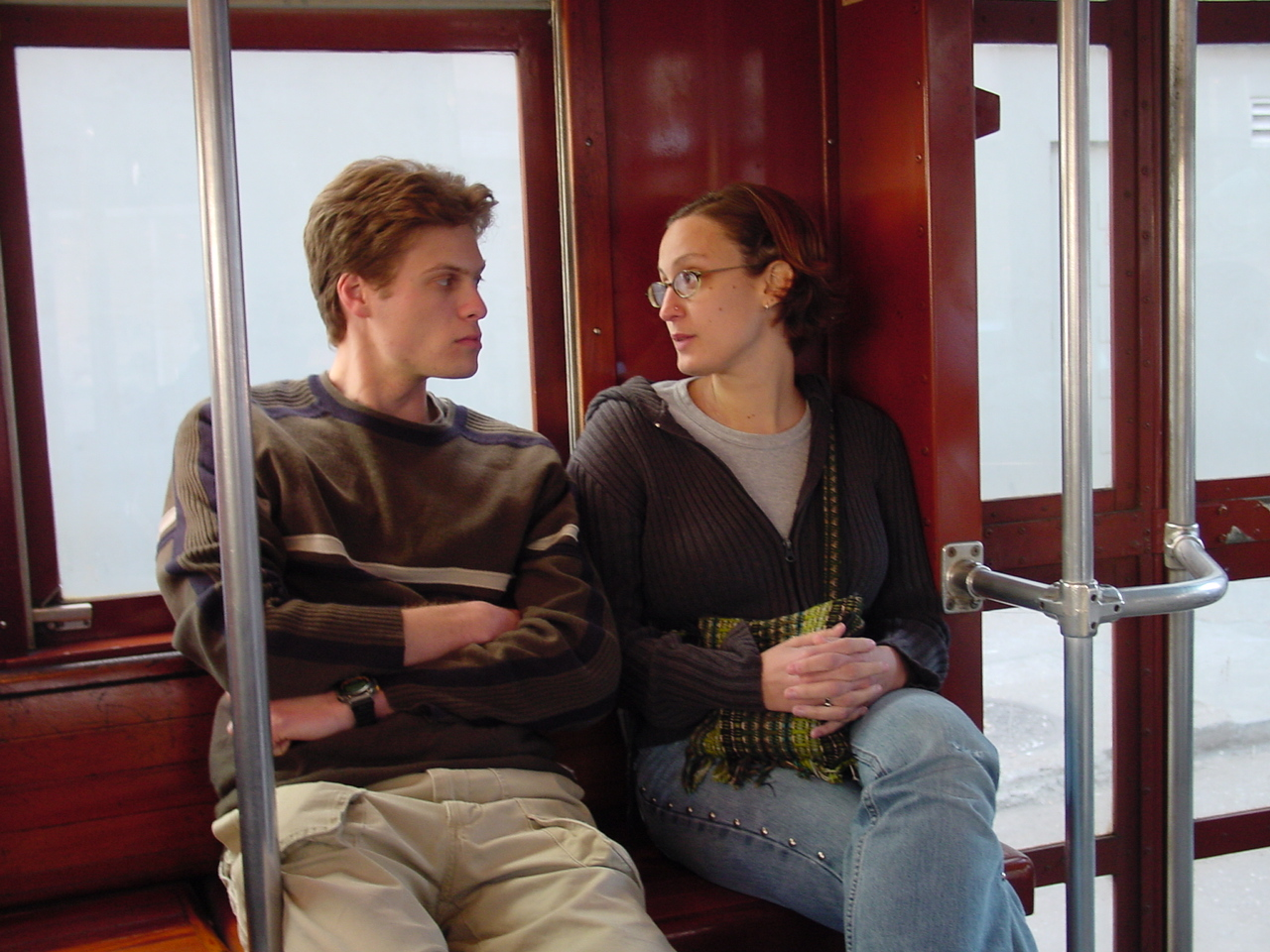
乗り物に乗っている男女の会話

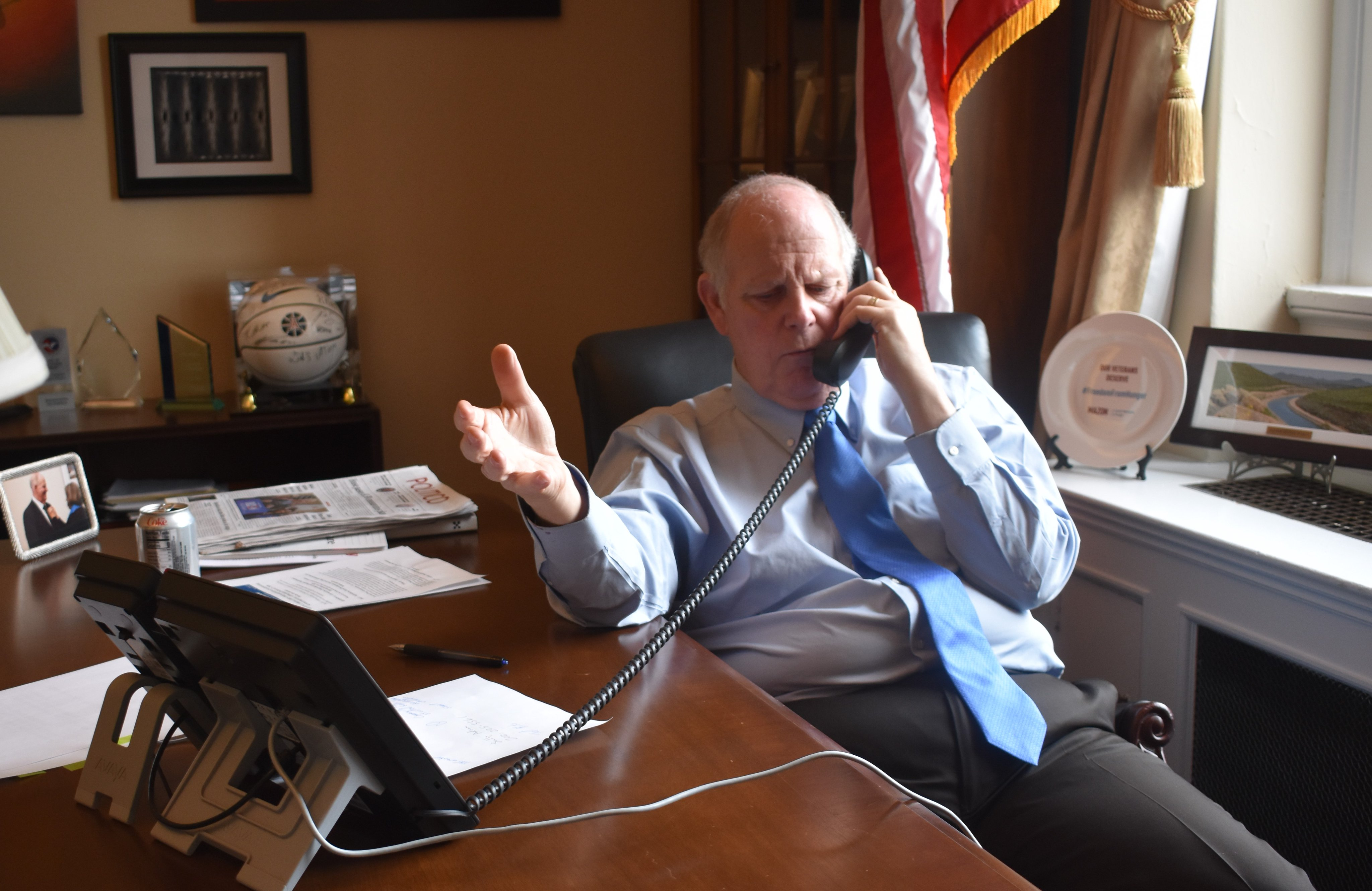
電話ごしの会話

会話（かいわ、英: conversation）とは、大辞林第三版によれば、『（ 名 ）① 二人または数人が互いに話したり聞いたりして、共通の話を進めること。また、その話。 「 －を交わす」』とされる。

## 概要
会話は、互いに話したり聞くことであり、共通の話題について話すことである。
会話はしばしば「言葉のキャッチボール」と喩えられる。
キャッチボールは向かい合った二人が、最初から相手が受けとれるようにボールを投げ、受け取った側も同様に相手が受け取れるように投げる、ということを繰り返すことである。ボールを使う行為はいくつもあるが、そのなかでも特にキャッチボールに譬えられるのにはそれなりの理由がある。会話は言葉のサッカーではないのである。サッカーはできるだけ相手をよけて自分だけがボールをキープして蹴り続け、一方的にゴールに蹴り込もうとするが、会話というのはそういう行為ではなく、相手をよけて自分だけしゃべり続けるような行為ではない。また会話は言葉のドッジボールでもない。ドッジボールは相手に（わざわざ厳しいボールを、受け取ることができないように）投げつけるが、会話は相手が受け取れないようなきびしい言葉をぶつけてやろうとするような行為ではない。
上で説明したことを別の言い方で再度説明すると、片方だけが相手の存在をできるだけ無視して一方的に喋りつづけようとすることは会話ではない。
また大辞林の定義文に「共通の話題」とあるように共通の話題について話すことも要件であり、二人の人がそれぞれ勝手に別々の話題、自分だけの話題を喋っている状態も「会話が成立していない」と言われる状態であり、いわばラジオを2台（あるいはそれ以上）並べて別々の番組を流しているのと大差ないような状態であり会話の範疇には含まれない。また会話は、まるでドッジボールのシュートのようにわざわざ相手が投げつけられたくないような乱暴な言葉を相手に投げつける（言い放つ）ようなことではない。そういう行為は会話ではなく口喧嘩と言う。
歴史
20世紀には電話ごしに会話をおこなうことも盛んになった。近年では離れた場所にいる人どうしではスマートフォンのテレビ電話アプリで会話を行うこともさかんである。
機能
会話は人間関係に直結している。人間関係というのは言葉の交換を通じて成立しており、「ことばをかける」ということは人間関係の基本的な条件である。

## 言語学習と会話
会話は双方向の行為であり、話すことも聞くことも含まれている。ウィスコンシン大マジソン校のElise W. M. HopmanとMaryellen C. MacDonaldの研究によると、ただ聞いて理解する課題ばかりを行い話すことをしていない言語学習者よりも、話すことも実践している学習者のほうがはるかに成績が良くなった。つまり話すことも行うことで文法・ボキャブラリーなどさまざまな言語的要素を活性化できるのである。その研究はまた話者は話している時にはワーキングメモリー（作業記憶）を使っており、話すことによって学習者において文法・ボキャブラリーなどの相互結合が強化されるということも明らかにしている。
一方、聞いて理解するだけの学習法ではその結合が学習者に起きない。というのも聞いて理解するだけでは、すでに出来上がってしまった文章が学習者に提示されてしまうからである。効果的な言語学習には聞くことと話すことの適切なバランスが必要である。言語トレーニングは、会得したスキルと知識が現実世界で結合できるように設計されなければならない。

## 会話と哲学
古代ギリシアのソクラテスは問答法を使い、問答形式で思索を深めた。
日本では仏教の禅問答で問い掛けと答弁により仏教哲学を深めた。

## 会話とストレス
会話を行うことで、ストレスが低下する傾向はしばしば見られる。これはストレスの原因となっていることを吐露することで鬱憤も放出される一方、自分が如何にストレスに晒されているかを説明する上で、自身に内在する未整理の情報を少しずつ整理しながら話すことも会話中に行われ、これによりストレスの原因を客観的に理解することでその対処方法に対する答えも得易くなる効果が挙げられよう。
また会話することで相手の悩みを他人が理解する助けにもなる。これはカウンセリングでも行われる手法である。カウンセラーと会話することで、あるいはカウンセラーを交えながらも同じ悩みを抱くもの同士の集団で会話をすることで、ストレス軽減と問題の抑制が期待される療法も見られる。
ただ会話が苦手な人や、望まない相手との会話を強いられた人にとっては、この会話こそがストレスの原因ともなりうる。うつ病の場合では、過度の働き掛けが逆に症状を悪化させる懸念も見られるため、当人が会話を望んでいるかどうかにも注意が必要である。

## ギャラリー
- 会話するジョージ・W・ブッシュと10歳のハンク少年
2006年10月18日
- アメリカ合衆国大統領ジョー・バイデンのWeekly Conversation。アメリカ国民との会話。
- アメリカの議員バーニー・サンダースとグラミー賞受賞者の会話。ラテンアメリカや野球愛について。
- 女性コメディアンのAbbi と Ilanaの会話。他のコメディアンとのデートについて。
- 電話ごしの会話の例。とある医薬品の服薬について。